# 核酸結構
核酸結構（英語：Nucleic acid structure）是指如DNA与RNA的核酸生物分子结构。从化学角度上讲，DNA与RNA是非常相似的。DNA与RNA的结构常分为四个不同水平：一级、二级、三级及四级。
能夠直接計算出DNA機械性質的實驗技術相對較新，且要在溶液中進行高解析度觀察也較困難，不過科學家仍然解出了許多關於DNA機械性質的數據。關於DNA機械性質的研究，包括不同型態的DNA雙螺旋、DNA超螺旋、非螺旋型態、鹼基配對鍵結、熔點等。

## 一级结构
一级结构是由通过磷酸二酯键连接在一起的核苷酸的线性序列。它是核苷酸的这种线性序列组成DNA或RNA的一级结构。核苷酸由3个组成部分组成：
1. 含氮基
  1. 腺嘌呤
  2. 鸟嘌呤
  3. 胞嘧啶
  4. 胸腺嘧啶（仅存在于DNA中）
  5. 尿嘧啶（仅存在于RNA中）
2. 被称为脱氧核糖（在DNA中发现）和核糖（在RNA中发现）的5碳糖。
3. 一个或多个磷酸基[1]。

## 二级结构
二级结构是碱基之间的相互作用集合，即链的哪些部分彼此结合。 在DNA双螺旋中，两条DNA链通过氢键连在一起。 一条链碱基上的核苷酸与另一条链上的核苷酸成对配对。 二级结构负责核酸所承受的形状。DNA中的碱基被分类为嘌呤和嘧啶。嘌呤是腺嘌呤和鸟嘌呤。嘌呤由双环结构，含氮的六元环和五元环组成。嘧啶是胞嘧啶和胸腺嘧啶。它有一个单一的环状结构，有一个含氮六元环。嘌呤碱基总是与嘧啶碱基（鸟嘌呤（G）与胞嘧啶（C），与腺嘌呤（A）与胸腺嘧啶（T）或尿嘧啶（U））配对。DNA的二级结构主要通过彼此缠绕的两条多核苷酸链的碱基对来确定，以形成雙股螺旋。

## 三级结构
三级结构是指原子在三维空间中的位置，考虑到几何和位阻效应空间限制。 它比二级结构更高一级，其中发生线性聚合物的大规模折叠，并且整个链条被折叠成特定的三维形状。DNA的结构形式有4个不同区域。
1. 手性 - 右手性或左手性
2. 螺旋匝的长度
3. 每匝碱基对数
4. 主凹槽与次凹槽之间的尺寸差异

DNA的双股螺旋空间的三级排列包括B-DNA，A-DNA和Z-DNA。

## 四级结构
核酸的四级结构与蛋白质四级结构相似。 虽然一些概念不完全相同，但四级结构是指较高级别的核酸组织。 此外，它是指核酸与其他分子的相互作用。 核酸的较高级组织的最常见形式以染色质的形式出现，这导致其与小蛋白质组蛋白的相互作用。 此外，四元结构是指核糖体或剪接体中分离的RNA单元之间的相互作用。

## DNA螺旋幾何
据信在自然界中发现了至少三种DNA构象，即A-DNA，B-DNA和Z-DNA。

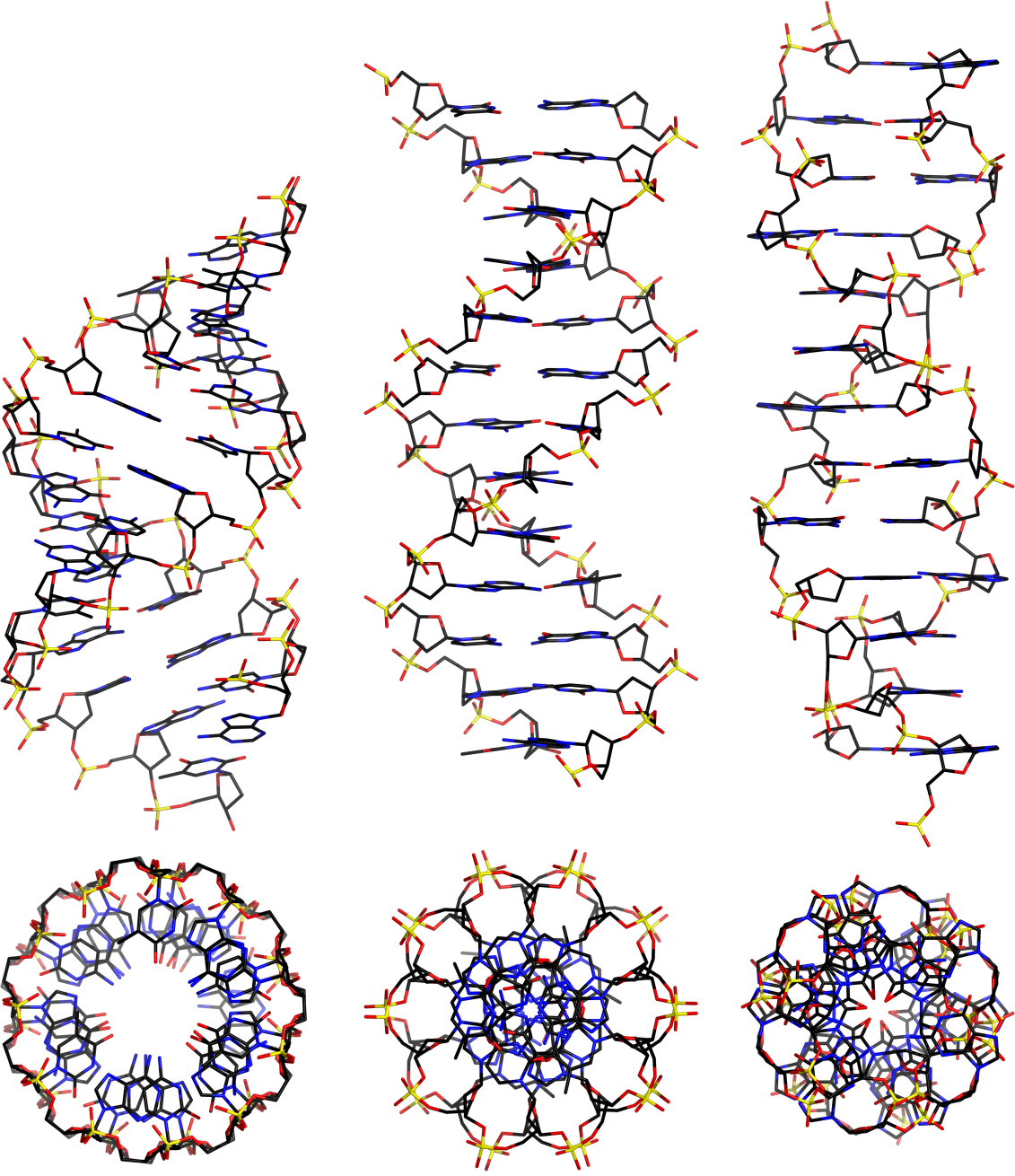
A-、B-与Z-DNA的结构。

A-、B-与Z-DNA的螺旋轴

| 幾何學特性                | A-DNA    | B-DNA    | Z-DNA                    |
| ------------------------- | -------- | -------- | ------------------------ |
| 螺旋方向                  | 向右     | 向右     | 向左                     |
| 重複單位                  | 1 bp     | 1 bp     | 2 bp                     |
| 每单位转角                | 33.6°    | 35.9°    | 60°/2bp                  |
| 平均旋转一周所用单位数    | 10.7     | 10.0     | 12                       |
| Inclination of bp to axis | +19°     | -1.2°    | -9°                      |
| 轴向每单位位移            | 2.3 Å    | 3.32 Å   | 3.8 Å                    |
| 每旋转一周位移            | 24.6 Å   | 33.2 Å   | 45.6 Å                   |
| Mean propeller twist      | +18°     | +16°     | 0°                       |
| 糖基角                    | anti     | anti     | C: anti, G: syn          |
| Sugar pucker              | C3'-endo | C2'-endo | C: C2'-endo, G: C3'-endo |
| 直径                      | 25.5 Å   | 23.7 Å   | 18.4 Å                   |

## 参看
- 生物分子结构（英语：Biomolecular structure）
- 核酸双螺旋
- 基因结构（英语：Gene structure）
- DNA纳米技术
- 核酸设计（英语：Nucleic acid design）
- 核酸热力学
- DNA超螺旋
- 蛋白质结构